# Мікути (Вармінсько-Мазурське воєводство)
Мікути (пол. Mikuty, нім. Mikutten) — село в Польщі, у гміні Біла Піська Піського повіту Вармінсько-Мазурського воєводства.
Населення — 32 особи (2011).

## Демографія
Демографічна структура станом на 31 березня 2011 року:
|          | Загалом | Допрацездатний вік | Працездатний вік | Постпрацездатний вік |
| -------- | ------- | ------------------ | ---------------- | -------------------- |
| Чоловіки | 18      | 3                  | 13               | 2                    |
| Жінки    | 14      | 1                  | 9                | 4                    |
| Разом    | 32      | 4                  | 22               | 6                    |